# 팔뤼호
팔뤼 호수(이탈리아어: Lago Palü, 로만슈어: Lagh da Palü, 독일어: Palüsee)는 스위스 그라우뷘덴주의 팔뤼봉 아래에 있는 호수이다. 높이는 1,923m이고, 표면적은 5.2ha이다. 팔뤼 빙하의 물이 호수로 유입된다.
1926년에는 호수를 저수지로 사용할 수 있도록 댐이 건설되었다. 인근의 팔뤼 수력 발전소는 10MW의 설치 용량을 갖고 있으며, 비앙코 호수의 가압 파이프라인을 통해 전력을 공급받는다. 이 공장의 유출수는 팔뤼 호수의 물과 함께 카발리아에 있는 카발리아 발전소로 가는 지하 파이프라인을 공급한다. 두 공장을 연결하는 800m 터널에는 공장을 견학하는 동안 대중에게 개방되는 푸니쿨라 철도도 있다.